# Бычеглаз-хамрур
Бычеглаз-хамрур (лат. Priacanthus hamrur) — вид лучепёрых рыб из семейства каталуфовых (Priacanthidae). Морские бентопелагические рыбы. Представители вида широко распространены в тропических и субтропических районах Индо-Тихоокеанской области. Максимальная длина тела 45 см.

## Описание
Тело высокое, яйцевидной формы, сжатое с боков. Высота тела укладывается 2,6—2,8 раза в стандартную длину тела. Передний профиль головы слегка асимметричен, окончание выступающей нижней челюсти обычно выше средней линии тела. Мелкие зубы на челюстях, сошке, нёбных и предчелюстных костях. Колючий шип на углу предкрышки редуцирован или отсутствует у особей длиной более 125 мм. На первой жаберной дуге 24—26 жаберные тычинки. В спинном плавнике 10 колючих и 13—15 мягких лучей. В анальном плавнике 3 колючих и 13—16 мягких лучей. В грудных плавниках 17—20 мягких лучей. Хвостовой плавник с небольшой выемкой или полулунный. Чешуя покрывает большую часть головы и тела до основания хвостового плавника. Чешуя модифицирована, задняя часть приподнята в виде отдельного фланца с шипиками как на поверхности, так и на заднем крае. В боковой линии от 70 до 90 прободённых чешуй. Вертикальных рядов чешуек (от начала спинного плавника до анального отверстия) от 48 до 57. Плавательный пузырь с парой передних и задних выступов, первые связаны со специализированными углублениями в задней части черепа.
Тело, голова и радужная оболочка глаза красного цвета. Окраска может быстро изменяться на серебристо-белую с рисунком из широких красноватых полос на голове и теле или с рядом небольших тёмных пятен вдоль боковой линии. Плавники от красного до светло-розового цвета с тёмным пигментом на перепонках спинного, анального и хвостового плавников. Иногда плавники имеют желтоватый оттенок.
Максимальная длина тела 45 см, обычно до 40 см.

## Биология
Морские бентопелагические рыбы. Обитают на континентальном шельфе у скалистых и коралловых рифов на глубине до 250 м, обычно на глубинах от 30 до 50 м. Предпочитают внешние склоны рифов, возвышенные места и защищённые участки глубоких лагун. Иногда образуют небольшие стаи. Питаются мелкими рыбами, ракообразными и другими беспозвоночными. Ведут ночной образ жизни, в дневные часы прячутся под выступами рифов. У берегов Индии самцы и самки бычеглаза-хамрура впервые созревают при длине тела 18—19 см и 19—20 см, соответственно. Плодовитость варьирует от 155,8 до 722,3 тысяч икринок. У берегов штата Керала (юго-запад Индии) нерестятся с июня до октября с пиком в августе.

## Ареал
Широко распространены в Индо-Тихоокеанской области от Южной Африки вдоль восточного побережья Африки до Персидского залива и Красного моря, включая Мадагаскар и Маскаренские острова; до Французской Полинезии, юга Японии и Австралии (от Западной Австралии до Квинсленда и острова Лорд-Хау). Обнаружены у островов Тонга и Пасхи.

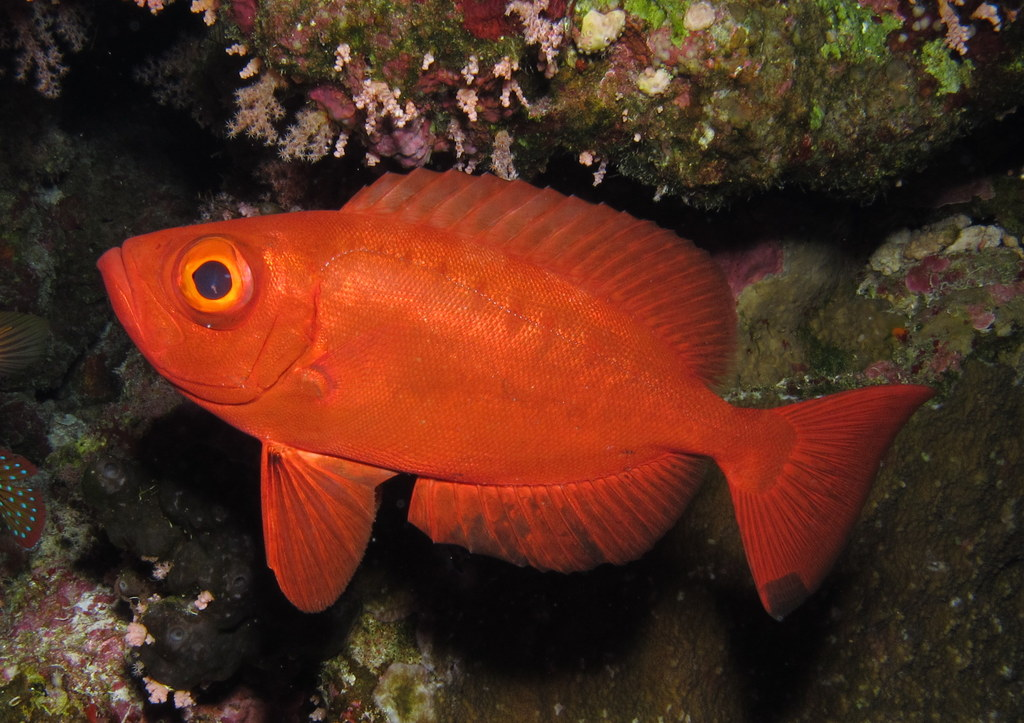
Красная форма
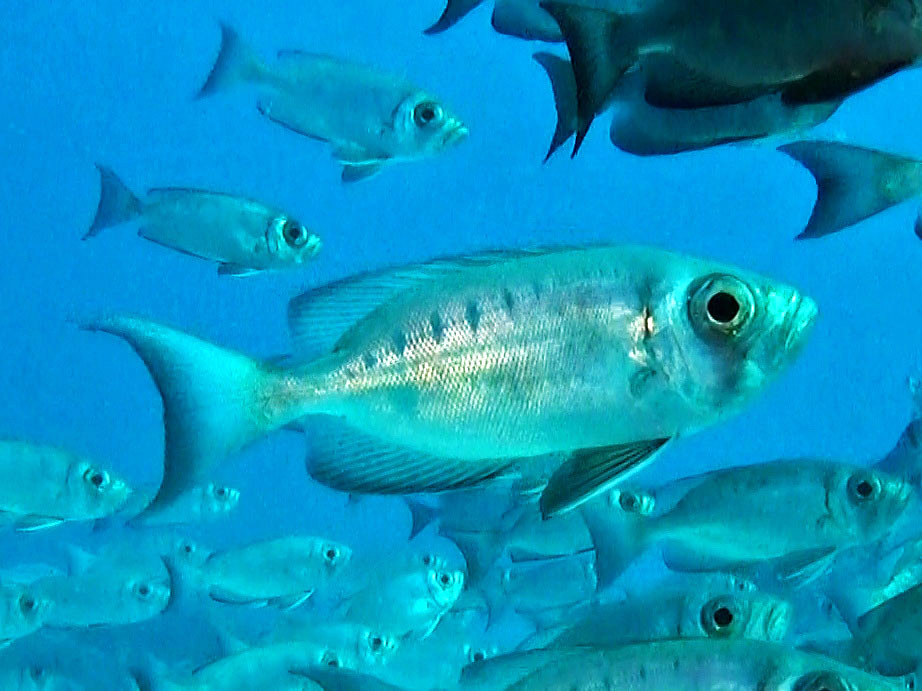
Серебристая форма
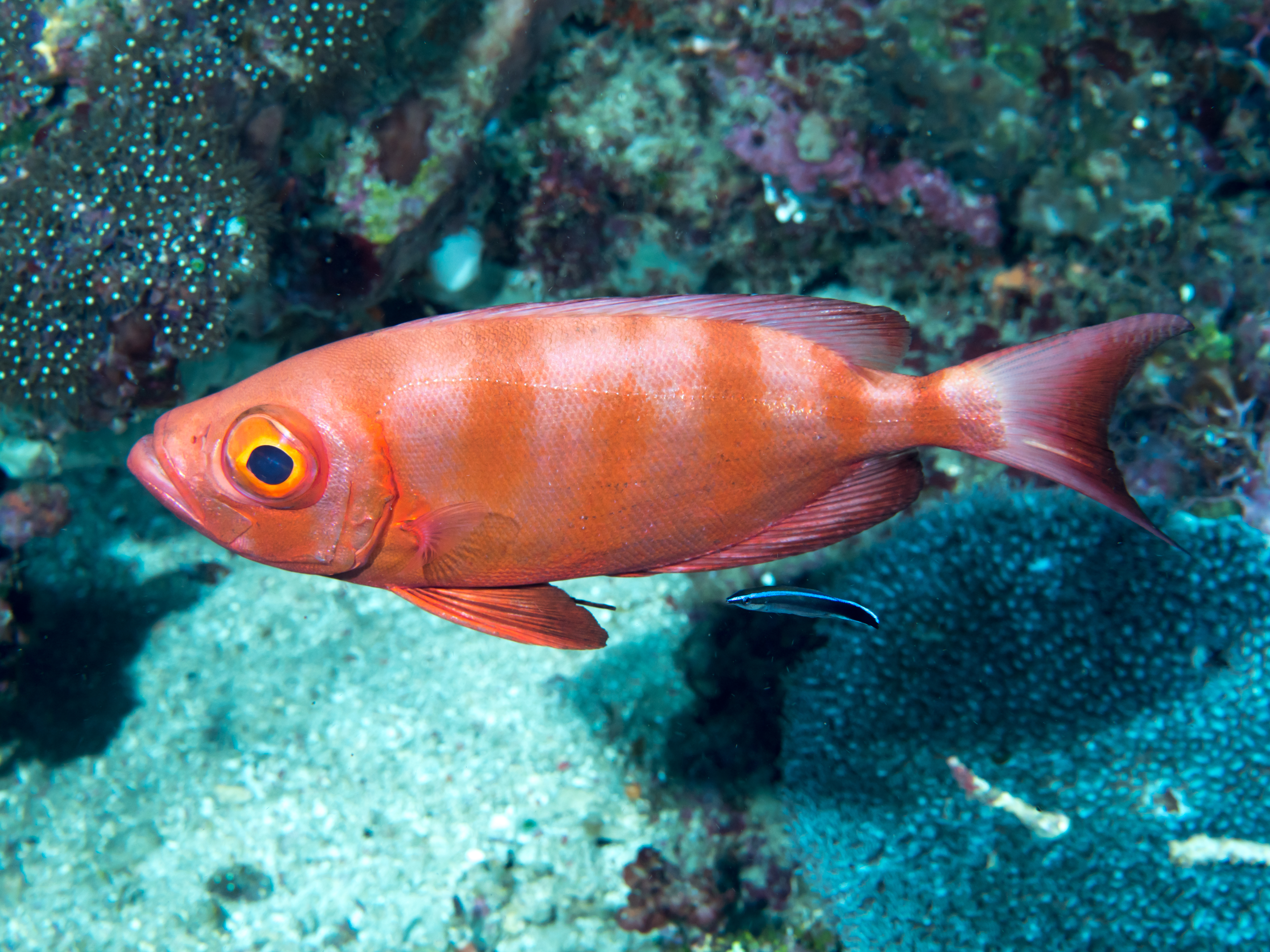
Полосатая форма
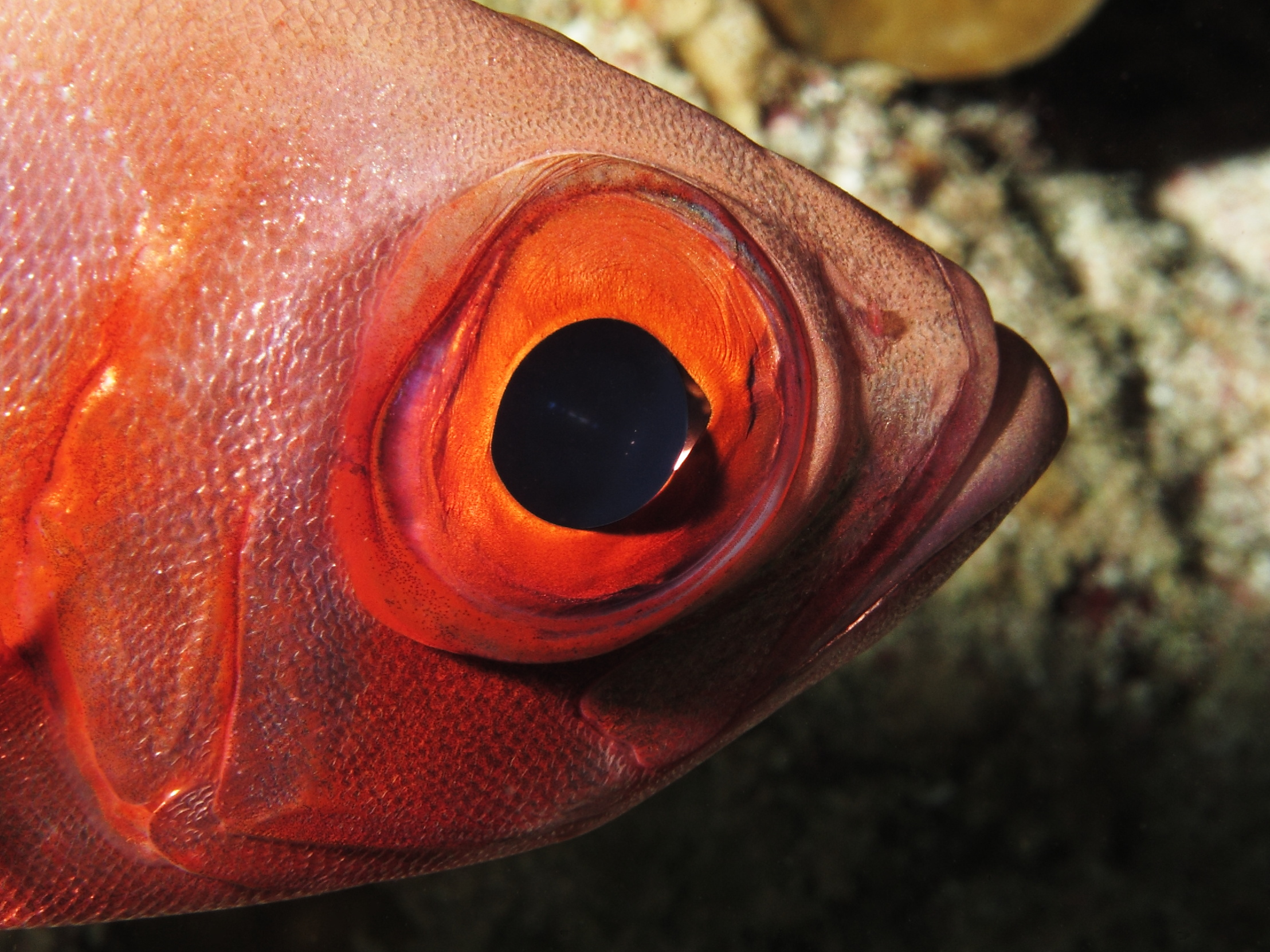
Голова бычеглаза-хамрура